# Langvleugelstormvogel
De langvleugelstormvogel (Pterodroma macroptera) is een vogel uit de familie van de stormvogels en pijlstormvogels (Procellariidae).

## Verspreiding en leefgebied
Deze stormvogel broedt op de zuidelijke eilanden van Tristan da Cunha, Gough, Crozeteilanden, Kerguelen, Prins Edwardeilanden en aan de kusten van zuidwestelijk Australië. De vogels beginnen te broeden in april, in de zuidelijke winter in kleine kolonies op rotsige hellingen tot op 400 m boven zeeniveau, soms tot op 1400 m. Buiten de broedtijd zwerven de vogels rond op volle zee, zowel in de Atlantische Oceaan als in de Indische Oceaan en de Grote Oceaan tussen 25° en 50° zuiderbreedte. Hun voornaamste voedsel is pijlinktvissen.

## Status
De grootte van de populatie is in 2004 geschat op 1,5 miljoen vogels. Op de Rode lijst van de IUCN heeft deze soort de status niet bedreigd.